# Academia de Studii Economice a Moldovei
Academia de Studii Economice a Moldovei (ASEM) este o instituție de învățământ superior din Chișinău, Republica Moldova, fondată pe 25 septembrie 1991. Este cea mai mare instituție de învățământ superior cu profil economic din Republica Moldova. Drept bază pentru înființarea academiei au servit două facultăți din cadrul Universității de Stat: „Economie” și „Economie a Comerțului și Merceologie”, cât și Institutul Economiei Naționale al Ministerului Economiei.

## Istoric
Facultatea de Economie a fost deschisă la Universitatea de Stat din Moldova în august 1953, fiind înscriși 52 de studenți la specialitățile „Planificarea economiei naționale” și „Finanțe”. În perioada 1964-1977, Facultatea de Economie a făcut parte din componența Institutului Politehnic din Chișinău, iar în 1977, în cadrul Universității de Stat din Chișinău, a fost deschisă a doua facultate de profil economic – „Economie a Comerțului și Merceologie”, fondată în baza filialei din Chișinău a Institutului Unional de Comerț din Moscova (1960-1977).
Printre persoanele care au contribuit la dezvoltarea învațământului economic universitar din Moldova se numără academicienii Boris Melnic și Sergiu Rădăuțan, decanii facultăților „Economie” și „Economie a Comerțului și Merceologie” Marlen Makeenko, Ivan Mocan, Mihail Cărăuș, Petru Secrieru, Viorel Țurcanu și alții. Primii rectori ai ASEM au fost profesorii universitari Paul Bran și Eugeniu Hrișcev.

## Dotări
În prezent, în cadrul ASEM activează 6 facultăți, 27 catedre, o bibliotecă modernă, un departament de informatizare, câteva centre postuniversitare de instruire și consultanță, serviciile de masterat, doctorat, alte subdiviziuni. 

## Facultăți
Facultățile ASEM sunt:
- Business și Administrarea Afacerilor
- Economie Generală și Drept
- Tehnologii Informaționale și Statistică Economică
- Relații Economice Internaționale
- Finanțe
- Contabilitate
- Colegiul Național de Comerț
- Școala Doctorală ASEM
- Școala Masterală de Excelență în Economie și Business
- Școala Doctorală în Drept
- Școala de Formare Continuă

### MACIP
În ASEM funcționează Centrul de Instruire și Consultanță în Afaceri - MACIP, fondat prin decizia Senatului ASEM din 28 aprilie 1993 (Ordinul rectorului ASEM nr. 04-Ge din 07 mai 1993). Acesta oferă servicii de instruire (perfecționare) în domeniul economic și consultanță de afaceri. În septembrie 1993, în baza acordului de colaborare între ASEM și Universitatea Nebraska (Omaha, SUA), cu suportul financiar al Fundației Eurasia a fost creat Centrul pentru Susținerea Inițiativei Private – MACIP (în engleză Moldo-American Center for Privat Initiative). Prin Decizia Senatului ASEM din 28 ianuarie 2009, Centrul Moldo-American pentru Susținerea Inițiativei Private a fost reorganizat în Centru de Instruire și Consultanță în Afaceri al ASEM, păstrându-se acronimul MACIP.

## Rectorat
- Alexandru Stratan – rector
- Angela Casian – prim-prorector, prorector pentru activitate didactică
- Victoria Cociug – prorector pentru cercetare și parteneriate
- Olesea Sârbu – prorector pentru relații internaționale și proiecte
- Igor Melnic – prorector pentru activitate economică și socială